# Graisse normande
La graisse normande, également appelée « graisse de Cherbourg », est une spécialité culinaire de Normandie.

## Description
Il s’agit d’une matière grasse composée de graisse de rognons de bœuf (panne) et de saindoux filtrée après avoir mitonné six heures à feu très doux avec une carotte, un panais, des poireaux, du céleri, des oignons cloutés, de l’ail et un bouquet garni de basilic, thym et laurier. On reconnait que la cuisson est suffisante quand les légumes ont diminué considérablement de volume, qu’ils sont racornis, desséchés et noirâtres. Lorsque la graisse commence à se figer à la surface, on introduit sel marin, poivre, girofle, cannelle et muscade moulus. Quelques industriels ajoutaient du poivre de Cayenne et du piment de la Jamaïque. La graisse à soupe se conserve, en principe, une année.
Traditionnellement, la plupart des familles en Normandie préparaient en une seule fois la graisse nécessaire à leur consommation annuelle, notamment pour réaliser la soupe à la graisse ou « soupe normande ». Le meilleur moment de l’année pour faire la provision de graisse de Normandie était la fin septembre, époque où les suifs étaient plus abondants, très probablement de qualité supérieure et plus faciles de les conserver qu’en été, les légumes étant également à très bon compte.
Rien n’est plus vague que l’époque à laquelle ce produit a pris naissance. Les vieux Normands affirmaient que, dans les débuts, on préparait, dans les campagnes, des soupes aux légumes frais avec de la panne de porc que l’on avait enroulée et suspendue au plafond des cuisines. Le fait que cette panne de porc rancissait vite ne rebutait apparemment pas le consommateur ; on prétend même qu’il ne l’estimait que davantage. Le produit actuel ne serait que le perfectionnement de cette méthode primitive où, par tâtonnements et modifications successives où furent tour à tour essayés l’axonge, le suif de mouton ou leurs mélanges, on est arrivé à ne plus employer dans la préparation de la graisse de Normandie que le suif de bœuf. Le 23 décembre 1808, une dépêche ministérielle décida qu’on n’emploierait plus à l’avenir dans la préparation de la graisse de Normandie, que du suif de bœuf « qui donnerait un produit de qualité supérieure ». Le choix et la proportion des légumes et condiments entrant dans la composition de ce produit éprouvèrent aussi des variations jusqu’en 1808, époque à laquelle sa composition fut définitivement arrêtée.
En 1865, la graisse de Normandie offrant l’avantage de posséder une grande consistance la rendant d’un maniement très facile « elle peut être coupée et, au besoin, débitée en tablettes », un point de fusion très élevé de 47° environ lui permettant de voyager dans les pays chauds sans perdre son homogénéité et d’une grande facilité de conservation, fut, à la suite de la recommandation de Jean-Baptiste Fonssagrives, adoptée par la marine. Ce produit ne s’altérant pas à l’air libre comme toutes les autres denrées analogues : beurre, saindoux, saucisse Boissonnet, alors en usage dans la marine, dispensait d’utiliser des récipients en fer blanc hermétiquement clos, toujours très couteux et susceptibles en se détériorant d’amener la perte de leur contenu. Il suffisait de mettre la graisse de Normandie dans des tonneaux ou dans des touques et, à la rigueur, tout autre genre de récipient comme des caisses, des sacs au besoin, pourvu qu’elle soit à l’abri de la poussière et des insectes. Le 17 avril 1869, il fut décidé que le port de Cherbourg serait désormais chargé de fournir toute la graisse de Normandie nécessaire aux troupes de la marine.
Le succès de la graisse normande donna naissance, dans toutes les villes du Cotentin, mais surtout à Cherbourg, à une industrie nouvelle faisant commerce du suif de bœuf et qui préparait, vendait et expédiait la graisse de Normandie. Les larderies, comme étaient nommées ces maisons de commerce, étaient fort nombreuses dans cette ville. Bien que ces maisons produisissent de grandes quantités de graisse de Normandie, elles n’en avaient pas cependant le monopole : les boucheries en fabriquent aussi, utilisant ainsi les suifs et les dégraisses des étaux ; les charcuteries et les épiceries en détaillaient à leur clientèle. Aujourd’hui encore, la graisse normande se vend toujours, à Cherbourg et dans les magasins du Nord-Cotentin.